# Krasni Ochag
Krasni Ochag (del ruso: Красный Очаг) es un jútor del raión de Kanevskaya del krai de Krasnodar del sur de Rusia. Está situado en la orilla izquierda del río Albashí, 29 km al noroeste de Kanevskaya y 144 km al norte de Krasnodar, la capital del krai. Tenía 140 habitantes en 2010.
Pertenece al municipio Novominskoye.